# Metelasmus wenzeli
Metelasmus wenzeli är en tvåvingeart som beskrevs av Graciolli och Dick 2004. Metelasmus wenzeli ingår i släktet Metelasmus och familjen lusflugor. Inga underarter finns listade i Catalogue of Life.